# Kuća cvijeća
Kuća cvijeća je dio Muzeja Jugoslavije u gradskoj četvrti Dedinje u općini Savski venac u glavnom gradu Srbije, Beogradu.
Izgrađena je 1975. godine prema projektu arhitekta Stjepana Kralja i prvobitna namjena objekta je bila zimski vrt i ured tadašnjeg predsjednika Jugoslavije Josipa Broza Tita.
Nakon njegove smrti, a prema njegovoj osobnoj želji, u centralnom dijelu je uređen njegov grob. Nakon smrti Jovanka Broz, posljednje supruge Josipa Broza i ona je pokopana na istoj lokaciji.
Osim grobova Josipa i Jovanke Broz u zgradi se nalazi i komemorativni muzej u sjećanje na život Josipa Broza Tita.

## Poveznice
- Smrt Josipa Broza Tita